# Mercedes-Benz W112

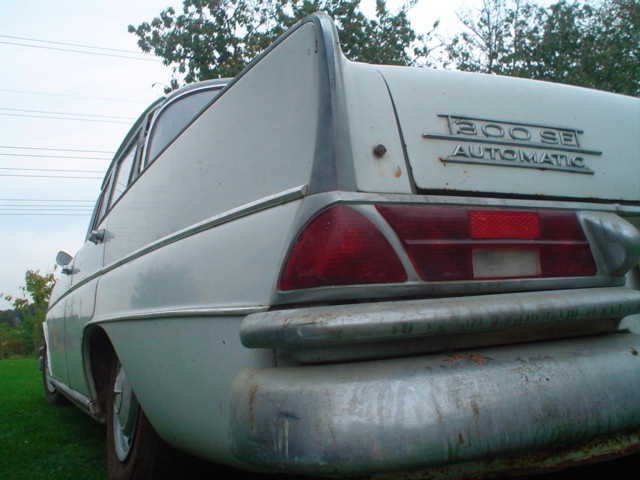

De Mercedes-Benz W112 was een luxe personenauto uit 1961 in het hoge prijsklasse segment.

## Type
Deze bouwgroep (W112) omvatte maar één type, de 300SE, maar werd gebouwd als 4-deurs sedan, een verlengde 4-deurs sedan, een coupé (2-deurs versie) en een cabriolet. Alle modellen hadden standaard een luchtveringssysteem. De W112 was gebaseerd op de W111 modellen en had dezelfde carrosserie. De W112 werd in 1961 uitgebracht, twee jaar na de W111. Tevens kwam in 1961 de kleinere W110 uit, die een kortere neussectie had. Zowel de W110 als de W111 en W112 maakten gebruik van de zogenoemde Einheitskarosserie; het koetswerk was hetzelfde en alle wagens hadden dezelfde binnenruimte en kofferbakruimte (behalve de verlengde 300SE W112 die 10 cm langer was ten gunste van de beenruimte achterin).

## Topmodel
De 300SE is korte tijd het topmodel geweest in het Mercedes-Benz leveringsprogramma. Na het stopzetten van de productie van de grote 300d limousine in 1961 tot de introductie van de Mercedes 600 in 1963. De auto was bijna drie keer zo duur als een W110 190c maar zag er voor een gemiddelde voorbijganger hetzelfde uit. Dit was direct een tekortkoming van de W112.
Om dit effect toch wat te verkleinen heeft Mercedes ruim extra chromen sierlijsten en strips aangebracht op de gehele wagen. Zo heeft de auto (uiterst kwetsbare) aluminium dorpelbekleding en lange sierlijsten over de zijcontouren. De ontluchting op de C-zuil had een extra chroomstrip waarop "300SE" was vermeld. Bij de latere modellen werd zelfs het typeplaatje met extra chroom omlijst om toch vooral duidelijk te maken dat het het topmodel betrof.
Verder beschikte de wagen over een, ten opzichte van de al niet karig bedeelde W111, zeer luxe interieur met veel houtwerk. Met name de brede houtlijsten onder de zijramen vallen op en een afwijkend, meer luxe stof- (geblokt in plaats van gestreept) of leerpatroon (met andere leerbanen en extra perforatie gelijk aan de coupemodellen). De lange uitvoering had tevens afwijkende deurpanelen en een gewijzigde C-zuil ontluchting die vreemd genoeg weer meer op het goedkoopste model leek; die van de 190c.

## Technisch
Technisch was de auto ook erg vooruitstrevend. Reeds vermeld is het luchtveringssysteem waarvan de hoogte met een trek-schuifknop links onder het instrumentenbord kon worden versteld. Tevens beschikte de auto standaard over een bij Mercedes zelf ontwikkelde 4-traps automaat (die echter volgens velen niet echt bij de toch wel sportieve motor paste).
De motor was een flink aangepaste versie van de 6-cilinder gebruikt in de eerdere 300 en ook 300SL. De bovenkant van het blok en de cilinderkop maakten een hoek vanwege eerdere gekantelde inbouw onder de 300SL motorkap. In de W112 was de motor gemaakt van lichtmetaal en voorzien van een mechanische benzine-injectie (eerst een 2 stempelpomp en vanaf 1964 een 6 stempelpomp). De motor leverde een vermogen van 160 PK en later zelfs 170 PK waarbij de auto een topsnelheid kon bereiken tot 200 km/h.

## Tegenwoordig
De auto's zijn nu wat ondergewaardeerd vanwege hun grote uiterlijke overeenkomst met de W111 modellen. Ondanks het feit dat ze destijds duurder waren en luxueuzer zijn uitgerust, zijn ze nu nauwelijks meer waard.